# Classe Lexington (porte-avions)
Pour les autres classes de navires du même nom, voir Classe Lexington.
La classe Lexington est une classe de deux porte-avions construits dans les années 1920 pour l'US Navy. Conçus à partir des coques des croiseurs de bataille de la classe Lexington annulés à cause du traité de Washington de 1922, ils participent à la Seconde Guerre mondiale.

## Conception

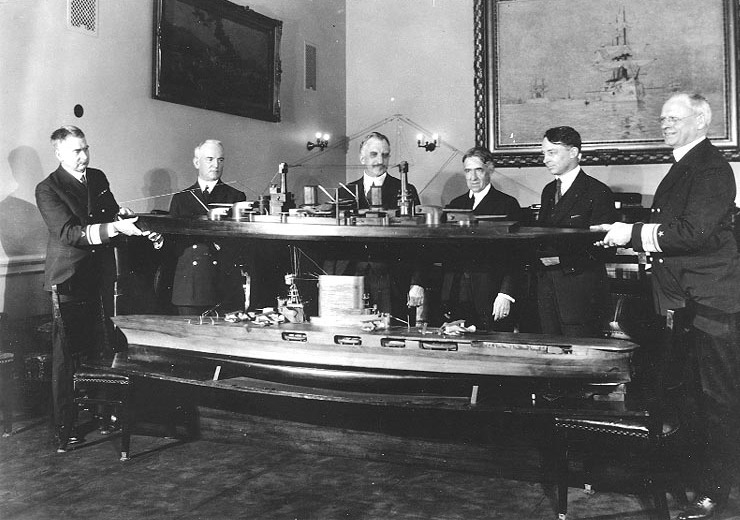
Présentation des maquettes de la conversion prévue des navires en 1922.

Les Lexington et Saratoga figuraient au programme de 1916 comme croiseurs de bataille de la classe Lexington. Leur déplacement prévu de 35 000 tonnes fut augmenté par la suite. Ils devaient faire partie d'une classe de six navires et devaient être les croiseurs de bataille les plus grands du monde. Mais ils furent dépassés dans les faits par le croiseur de bataille anglais HMS Hood.
Le projet définitif prévoyait un déplacement de 43 500 tonnes, un armement de 8 pièces de 406 mm, une vitesse de 35 nœuds (65 km/h), et un moteur alimenté par 16 chaudières, évacuant leurs fumées par deux grandes cheminées. À la suite du traité naval de Washington, leur construction fut suspendue le 8 février 1922. Mais comme l'a permis le traité, ils furent tous les deux transformés en porte-avions.

## Navires de la classe
| Nom       | no   | Quille            | Lancement    | Armement         | Chantier                                  | Destin                                                     |
| --------- | ---- | ----------------- | ------------ | ---------------- | ----------------------------------------- | ---------------------------------------------------------- |
| Lexington | CV-2 | 8 janvier 1921    | 8 août 1925  | 14 décembre 1927 | Chantier naval Fore River de Quincy       | coulé le 8 mai 1942 durant la bataille de la mer de Corail |
| Saratoga  | CV-3 | 25 septembre 1920 | 7 avril 1925 | 16 décembre 1927 | New York Shipbuilding Corporation, Camden | coulé le 25 janvier 1946 durant l'opération Crossroads     |